# Aufenthaltsermittlung
Die Aufenthaltsermittlung ist in Deutschland eine Personenfahndung mit der Zielrichtung der Gewinnung einer ladungsfähigen Anschrift.

## Zweck
Eine Aufenthaltsermittlung kann bei folgenden Sachverhalten zur Anwendung kommen:
- im Strafverfahren nach § 131a StPO (9a. Abschnitt – „Sonstige Maßnahmen zur Sicherstellung der Strafverfolgung und Strafvollstreckung“) durch die zuständige Staatsanwaltschaft, bei Gefahr im Verzug sowie bei Vorliegen bestimmter Voraussetzungen auch ihre Ermittlungspersonen oder
- bei der Gefahrenabwehr, z. B. “Vermissung” zur Wiederergreifung
- zur Durchsetzung der Ausreisepflicht von Ausländern nach § 50 Abs. 7 AufenthG und zur Durchsetzung bestimmter Maßnahmen im Asylverfahren nach § 66 Asylgesetz (AsylG)
- zum Vollzug bestimmter anderer behördlicher Obliegenheiten wie dem Gesundheitsschutz der Bevölkerung
- sehr selten auch in anderen Rechtsgebieten wie dem Zivilrecht

Sie dient der Identitätsfeststellung, genauer der Feststellung eines Aufenthaltsortes (Teil der Personalien) und hat keine Freiheitsentziehung zum Ziel, wenn die Person wegen der Aufenthaltsermittlung angehalten wird; in bestimmten Fällen kann jedoch eine Überprüfung der Wohnanschrift ein Haftgrund der Flucht aufzeigen, sodass eine Festnahme erfolgt.

## Strafverfahren
Im Strafverfahren dient die Aufenthaltsermittlung zur Durchführung des Strafverfahrens; im Einzelnen: zur Ergreifung eines Beschuldigten, zur Sicherstellung eines Führerscheins, zur erkennungsdienstlichen Behandlung, zur Anfertigung einer DNA-Analyse, zur Vernehmung bei der Polizei/Staatsanwaltschaft oder zur Identitätsfeststellung erforderlich sind. Ferner sind auch Zeugen zur Aufenthaltsermittlung ausschreibbar. Aufgrund einer Ausschreibung zur Aufenthaltsermittlung eines Beschuldigten oder Zeugen darf bei einer Straftat von erheblicher Bedeutung auch eine Öffentlichkeitsfahndung angeordnet werden, wenn der Beschuldigte der Begehung der Straftat dringend verdächtig ist und die Aufenthaltsermittlung auf andere Weise erheblich weniger erfolgversprechend oder wesentlich erschwert wäre (§ 131 Abs. 3 StPO). Die Öffentlichkeitsfahndung nach einem Zeugen unterbleibt, wenn überwiegende schutzwürdige Interessen des Zeugen entgegenstehen. Abbildungen des Zeugen dürfen nur erfolgen, soweit die Aufenthaltsermittlung auf andere Weise aussichtslos oder wesentlich erschwert wäre (§ 131 Abs. 4 StPO).
Folge einer Aufenthaltsermittlung ist die Kenntnis einer Wohnanschrift oder eines sonstigen geographischen Ortes, an dem sich eine Person aufhält bzw. erreichbar ist. Sie ist der Vorlauf zur Ausschreibung der Verhaftung, die Aufenthaltsermittlung kann aber übersprungen werden.
Die Vorschrift wurde mit Wirkung vom 1. November 2000 durch das Gesetz zur Änderung und Ergänzung des Strafverfahrensrechts 1999 (StVÄG 1999) vom 2. August 2000 (BGBl. I S. 1253) eingeführt.

## Vermissung
Vermisste Personen können ebenfalls durch AE ausgeschrieben werden, auch vom Auswärtigen Amt.

## Sonstiges
Die Ausschreibungen der Polizei, der Staatsanwaltschaft und – im Rahmen der Amtshilfe auch die Ersuchen anderer Behörden – werden zeitnah in das INPOL-System der Polizei eingepflegt.
Das Internationale Familienrechtsverfahrensgesetz sieht in § 7 eine Aufenthaltsermittlung im Zivilrecht vor. 